# Sergio Batista
Sergio Daniel „Checho“ Batista (* 9. November 1962 in Buenos Aires) ist ein ehemaliger argentinischer Fußballspieler und derzeitiger -trainer. Als Spieler wurde er 1986 Weltmeister.

## Karriere

### Als Spieler
Batista spielt in der Jugend bei den Argentinos Juniors, wo er bei der ersten Mannschaft im Jahr 1981 debütierte. Mit Argentinos gewann er von 1984 bis 1985 die Metropolitano Nacional der argentinischen Primera División, sowie der 1985 den Copa Libertadores.
Im Jahr 1988 wechselte Batista zu River Plate, wo er mit dem Team den Meistertitel der Saison 1989/90 gewann. Des Weiteren spielte Batista für Nuevo Chicago und die All Boys in Argentinien sowie Tosu Futures in Japan.
Als Mitglied der argentinischen Fußballnationalmannschaft gewann Batista die Fußball-Weltmeisterschaft 1986 in Mexiko. Er gehörte in allen Spielen zur Startelf und nahm in einem 5-1-3-1-System die Rolle eines defensiven Mittelfeldspielers ein, der einerseits vor der Abwehrreihe mitverteidigte und andererseits am Spielaufbau aktiv beteiligt war und so Enrique, Burruchaga, Maradona und Valdano in Szene setzte.
Batista nahm auch an der folgenden Fußball-Weltmeisterschaft 1990 in Italien teil. Hier war er nur in der Vorrunde Stammspieler. Im Rest des Turniers wurde er nur in der Verlängerung des Halbfinals gegen Italien eingesetzt und am Ende mit seiner Mannschaft Vizeweltmeister.

### Als Trainer
Batista begann seine Trainerlaufbahn beim uruguayischen Klub CA Bella Vista im Jahr 2000. Er hatte zwei Verträge mit Argentinos Juniors, einen mit Talleres de Córdoba und einen weiteren mit Nueva Chicago. Zwischen 2005 und 2006 war er Assistent von Óscar Ruggeri bei CA San Lorenzo de Almagro.
Im Oktober 2007 wurde der ehemalige Mittelfeldspieler als Cheftrainer der argentinischen U-20-Nationalmannschaft berufen und löste Hugo Tocalli ab. Er betreute auch die argentinische Olympiamannschaft, die die Goldmedaille bei den Olympischen Sommerspielen 2008 gewann.
Nachdem der Vertrag von Diego Maradona nach der Fußball-Weltmeisterschaft 2010 nicht verlängert worden war, wurde Batista am 27. Juli 2010 zum Interimstrainer ernannt. In dieser Funktion führte er Argentinien zu zwei Siegen (1:0 gegen Irland und 4:1 über Weltmeister Spanien) und erlitt eine Niederlage gegen Japan mit 0:1. Drei Monate später wurde er offiziell zum Chef-Trainer der argentinischen Nationalmannschaft ernannt. In seinem ersten Spiel in dieser Funktion besiegte sein Team Brasilien mit 1:0 durch ein Tor in der 90. Minute von Lionel Messi. Bei der heimischen Copa América 2011 scheiterte seine Mannschaft nach mäßigen Leistungen in der Gruppenphase bereits im Viertelfinale gegen den späteren Titelträger Uruguay. Daraufhin wurde Batista am 25. Juli 2011 als Nationaltrainer entlassen bzw. bat selbst um seine Ablösung.
Am 30. Mai 2012 unterschrieb Batista einen Vertrag bei Shanghai Shenhua. Am 4. Juli 2013 trat er nach 15 Spieltagen auf Rang 13 liegend zurück. Im März 2014 wurde er erneut Trainer des mittlerweile umbenannten Vereins.
Im März 2023 wurde bekannt, dass Batista das Amt eines stellvertretenden Generalsekretärs im venezolanischen Fußballverband übernimmt. Er unterstützt damit seinen Bruder Fernando, der Trainer der venezolanischen Nationalmannschaft ist.

## Erfolge

### Als Spieler
- Weltmeister: 1986

### Als Trainer
- Olympiasieger: 2008